# Mosquée Siddi Saiyyed
La mosquée Sidi Saiyyed, construite en 1573, est une plus célèbres mosquées d'Ahmedabad, au Gujarat, en Inde. 
Elle est bâtie par, un esclave du sultan Ahmed Shah du Gujarat d'origine Abyssinienne, sur une partie du mur d'enceinte.
Le bâtiment est pourvu de 10 jalis sur les flancs et à l'arrière. Le mur arrière est fait de panneaux de pierre sculptée de motifs géométriques. Les 2 ouvertures sur le flanc de l'aile centrale sont sculptés de motifs entrelacés d'arbres et de feuilles, un palmier et un grimpant. Ce motif est connu comme le jali de Sidi Saiyyed. Il est repris comme logo du prestigieux Indian Institute of Management Ahmedabad. Il en existe une copie en bois dans un musée de New York et de Kensington. Un autre jali représentant un lotus aurait été emporté par les Britanniques.

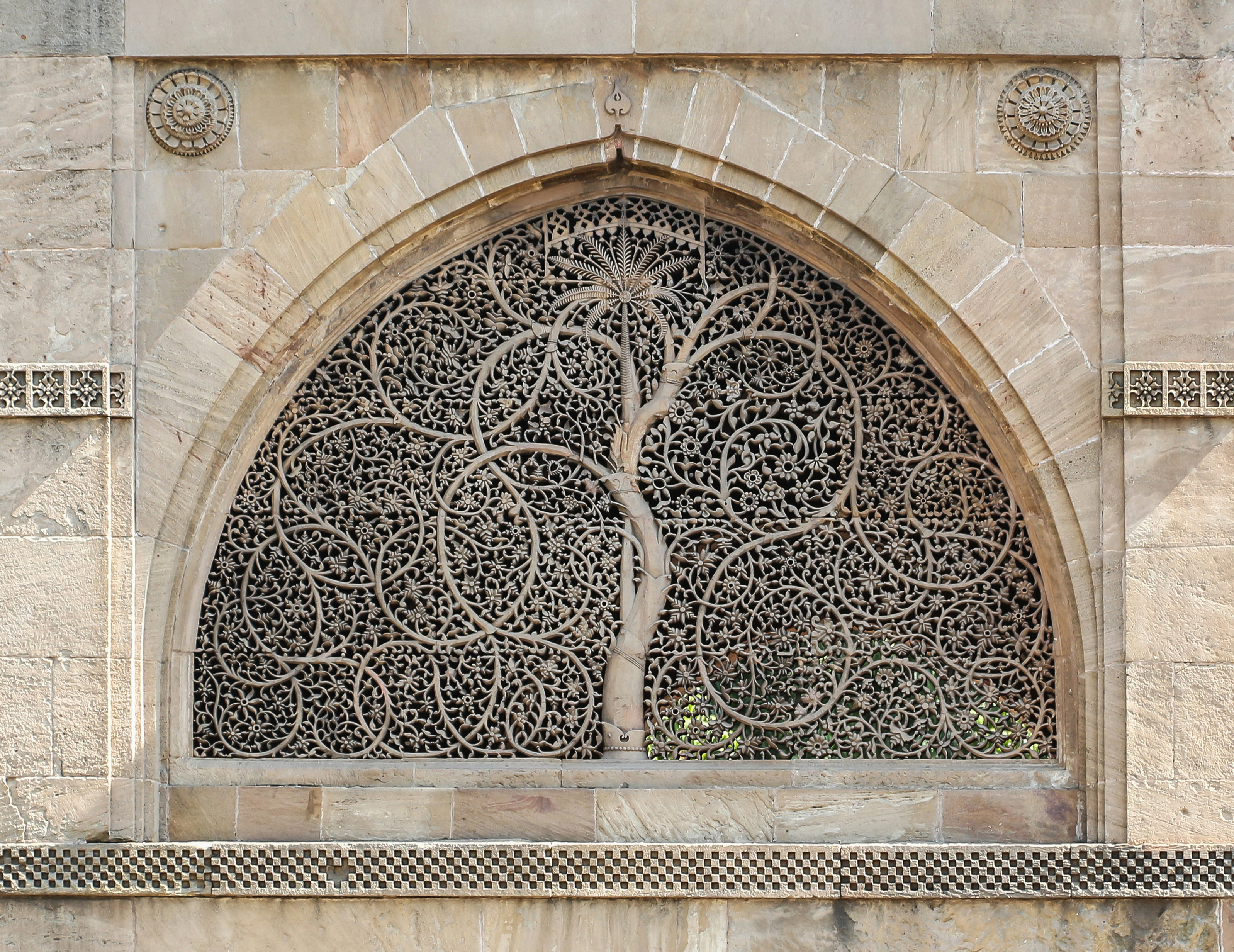
Le jali de Sidi Saiyyed